# Єлшовець (заповідник)
Єлшовець (словац. Jelšovec) — природний заповідник у Полянському управлінні державної охорони природи.
Знаходиться на кадастровій території села Черін в окрузі Банська Бистриця Банськобистрицького краю. Територія оголошена пам'яткою природи в 1984 році, останні зміни внесені в 1988 році на площі 5,5600 га. Охоронна зона не визначена.
Об’єктом охорони є: Збережений зразок передгірних заплавних лісів із поширеністю кількох охоронюваних, зникаючих та рідкісних видів рослин. Значна їх частина розташована на торфовищах. Вивчення чергування фітоценозів залежно від ґрунтових змін, види і рівень ґрунтових вод.

## Зовнішні посилання
- Chránené územia, Štátna ochrana prírody Slovenskej republiky (словац.)